# Князья ободритов
Князья ободритов были не только правителями племени бодричей, но и всего Союза ободритов (бодричи, бутинцы, вагры, варны, глиняне, древане, полабы, смолинцы), что де-факто делало их властителями всего Полабского региона.
Первым правителем Союза ободритов был Радегаст, но первым достоверным следует считать Вислава II. В последующие годы несколько раз имело место ослабление Ободритского союза, но великий князь бодричей всегда имел бесспорное превосходство над другими князьями союза.
Последним независимым правителем стал Никлот, а один из его сыновей, Прибыслав II, в 1167 стал первым правителем Мекленбурга, второй сын, Вартислав, был казнён в 1164.

## Древняя династия
- Радегаст (Радагаст), король до 664 г., основатель династии правителей ободритов. Согласно Самуэлю Бухгольцу, он был еще и последним королём вандалов, а в таком случае (по вандальской хронологии правителей) он носит имя Радегаст II и является потомком Вислава II, сына Фредебальда.
  -  Вислав (Вышеслав), король до 700 г.
    -  Ариберт I (Оритберт I), король до 724 г., жена — Вундана из Польши.
      -  Ариберт II (Оритберт II), король до 747 г., жена — дочь Ульфреда Английского.
        -  Вислав II (Вышан, Вицислав), король до 795 г., союзник Карла Великого.
          -  Дражко (Траско, Драговид), король до 809 г., убит датскими шпионами в Рерике.
            -  Цедраг (Челодраг, Гедрах, Годрах), король до 830 г.
              -  Гостомысл (Годемысл, Густимусл), король до 844 г.
                -  Табемысл (Добемысл), король до ~862 г.

          - Годолюб (Годлиб, Годелейб, Годлав), князь до 808 г., повешен после взятия Рерика. Английские и датские источники называют его князем варягов.
            - Рюрик?
            - Сивар (Синеус)?
            - Трувар (Трувор)?

          -  Славомир, король до 821 г.

      - Биллунг I, князь, жена — Хильгарда.
        - Биллунг II, князь
          - Мечеслав, князь до 811 г.
            - Радегаст (Радегаст III ?), князь до 840 г.
              -  Мистевой I (Мстивой I), князь до 865/869
                -  Ариберт III (Оритберт III), князь до 888 г., женат на княжне Польши
                -  Вислав (Вислав III ?), князь до 934 г.
                  -  Стойгнев, князь до 955 г.
                    -  Након, князь до 966 г.
                      -  Мстивой II (Биллунг IV ?), князь до 995 г.
                      - Мстидраг
                      -  Мстислав? (Мечислав, Мистислав), король до 1019 г.
                        -  Удо? (Прибыгнев), король до 1028 г.
                          - Готшалк (Годшалк, Годеслав, Годлейб) — 1040-е — 1067
                            - Будивой (Бутуй) — 1066—1067
                              - Прибыслав I? — 1130-е — 1146

                            - Генрих 1096—1127
                              - Кнуд до 1127
                              - Святополк — 1127-е — 1129, последний представитель династии

              - Вислав (Вислав II ?), князь на о.Рюген

            - Биллунг (Биллунг III ?), князь на о.Рюген

    - Сивилла, жена одного из князей Швеции или Швабии.

  - Радегаст II, князь на о.Рюген.
  - несколько сыновей, правивших в Померании.

Узурпаторы
- Ратибор?, король до 1043 г.
- Круто — 1067—1090
- Кнуд Лавард (сын Эрика III Доброго) 1129—1131

## Династия Никлотидов
- Любомир — 1130-е — 1160
- Никлот (Николот) — 1130-е — 1160
- Вартислав до 1164.
- Прибыслав II — 1167—1178